# Campionato sudamericano di rugby 2019
Il campionato sudamericano di rugby 2019 (in spagnolo Sudamericano de Rugby 2019; in portoghese Campeonato Sul-Americano de Rugby de 2019) fu il 41º campionato continentale del Sudamerica di rugby a 15.
Il torneo, organizzato da Sudamérica Rugby, si tenne in sede itinerante dall'11 al 25 maggio 2019 tra sei squadre, da cui il soprannome di Sei Nazioni sudamericano.
Il formato di torneo fu quello dell'edizione precedente: le sei squadre furono ripartite in due gironi da tre ciascuno e la squadra di ogni girone incontrò le tre dell'altro girone, e i risultati concorsero a formare una classifica unica.
Per la prima volta dal 2013 la vittoria arrise all'Argentina, che vinse il torneo con una propria selezione ai cui giocatori non fu conferita presenza internazionale; per la squadra biancoceleste fu la trentacinquesima affermazione nel torneo e il trentanovesimo titolo continentale, ivi comprese le quattro vittorie nella Sudamérica Cup.
Le divisioni inferiori del torneo non ebbero luogo.
Il valore delle marcature, come stabilito da World Rugby nel 2017, è: 5 punti per ciascuna meta (7 se trasformata), 7 punti per la meta tecnica, 3 punti per la realizzazione di ciascun calcio piazzato, idem per il drop.
Il sistema di classifica fu quello dell'Emisfero Sud corretto alla francese: per ogni incontro 4 punti per la vittoria, 2 per il pareggio, 0 per la sconfitta più eventuali bonus di un punto per la sconfitta con sette punti o meno, e per la squadra che marchi tre mete più dell'avversaria.

## Squadre partecipanti
| Conference “A” | Conference “B” |
| -------------- | -------------- |
| Brasile        | Argentina XV   |
| Cile           | Paraguay       |
| Colombia       | Uruguay XV     |

## Risultati

### 1ª giornata
| Arbitro: | Francisco González |

|                           |    |                                                                                               |
| Argaña 49’ Gorostiaga 59’ | mt | 12’, 46’ tecnica 17’ Arruda 22’, 27’ D. van Niekerk 38’, 41’, 73’ Lima 53’ Tenório 78’ Moraes |
|                           | tr | 22’, 27’, 38’, 53’, 73’, 78’ Tranquez                                                         |

| Arbitro: | Gonzalo Ventoso |

|           |      | |
|           | mt   | 14’ Osadczuk 22’ Montagner 25’, 30’ Mensa 27’ Montero 36’ Ureta 42’ Pittinari 48’ del Prete 56’ Castiglioni 60’ J. Domínguez 68’ D. Fortuny 70’ F. Cordero 73’ Ortiz |
|           | tr   | 22’, 30’, 42’, 56’ Castiglioni 60’, 68’, 70’ Roger |
| Diosa 12’ | drop | |

| Arbitro: | Pablo de Luca |

|                                            |      |                                                               |
| Videla 16’, 80’ Blanc 44’, 56’ Larenas 70’ | mt   | 2’ Kessler 7’ Freitas 60’ Garese 65’ Inciarte 77’ Della Corte |
| Videla 16’, 56’                            | tr   | 2’, 7’, 60’, 65’ Favaro                                       |
| Videla 40’                                 | c.p. | 30’, 52’ Favaro                                               |

### 2ª giornata
| Arbitro: | Damián Schneider |

|                                |      |                                                               |
| Lima 6’ Vieira 14’ Sancery 35’ | mt   | 18’ Favaro 28’ Kessler 39’ Aliaga 61’ Della Corte 71’ Blengio |
| Lucas Tranquez 6’, 35’         | tr   | 18’, 28’, 61’, 71’ Favaro 39’ Costa                           |
|                                | c.p. | 43’ Favaro                                                    |

| Arbitro: | Santiago Altobelli |

|                                                                                         |      |             |
| Montero 2’, 31’, 41’ Albornoz 16’, 27’ tecnica 40’ Sbrocco 61’ Corválan 69’ Cubilla 78’ | mt   |             |
| Roger 2’, 41’, 69’, 78’                                                                 | tr   |             |
|                                                                                         | c.p. | 19’ Baraona |

| Arbitro: | Santiago Romero |

|                                                               |      |                   |
| Davila 9’, 25’ Urrutia 43’ Navarro 60’ Diosa 70’ Ceballos 80’ | mt   | 67’ Agüero        |
| Diosa 25’, 43’, 60’, 70’, 80’                                 | tr   | 67’ Matiauda      |
|                                                               | c.p. | 19’, 36’ Matiauda |
| Diosa 78’                                                     | drop |                   |

### 3ª giornata
| Arbitro: | Francisco González |

|  |      |                                                                                                  |
|  | mt   | 12’ Portillo 20’ D. Fortuny 23’, 54’ F. Cordero 49’, 57’ Segura 70’, 77’ Castiglioni 80’ Montero |
|  | tr   | 12’, 23’, 49’, 54’ Albornoz 57’, 70’, 80’ Castiglioni                                            |
|  | c.p. | 46’ Albornoz                                                                                     |

| Arbitro: | Frank Méndez |

|                                                            |      |                                    |
| Favaro 4’, 38’ Etcheverry 17’ Ormaechea 26’ Ardao 74’, 80’ | mt   | 29’ Urrutia 42’ Diosa 62’ Carvajal |
| Favaro 4’, 17’, 26’, 38’                                   | tr   | 29’ Giraldo 42’, 62’ Diosa         |
|                                                            | c.p. | 70’ Diosa                          |

| Arbitro: | Juan Pablo Federico |

|                |      |                                                                                       |
| Gorostiaga 73’ | mt   | 6’, 61’ Salas 13’ Ayarza 27’ Sigren 36’, 42’ Dittus 51’ Sarmiento 55’ Blanc 80’ Silva |
| Urbieta 73’    | tr   | 6’, 13’ Baraona 61’, 80’ Videla                                                       |
| Matiauda 26’   | c.p. |                                                                                       |

#### Classifica
| Pos | Squadra      | G | V | N | P | PF  | PS  | DP   | BMP | Pt |
| --- | ------------ | - | - | - | - | --- | --- | ---- | --- | -- |
| 1   | Argentina XV | 3 | 3 | 0 | 0 | 196 | 6   | +190 | 3   | 15 |
| 2   | Uruguay XV   | 3 | 3 | 0 | 0 | 115 | 75  | +40  | 1   | 13 |
| 3   | Cile         | 3 | 1 | 0 | 2 | 88  | 104 | −16  | 2   | 6  |
| 4   | Brasile      | 3 | 1 | 0 | 2 | 85  | 110 | −25  | 1   | 5  |
| 5   | Colombia     | 3 | 1 | 0 | 2 | 70  | 130 | −60  | 1   | 5  |
| 6   | Paraguay     | 3 | 0 | 0 | 3 | 33  | 162 | −129 | 0   | 0  |